# Kavieng
De stad Kavieng (ook Kawieng genoemd door de plaatselijke bevolking), is de hoofdstad van de Papoea-Nieuw-Guinea provincie van Nieuw-Ierland en de grootste stad van het eiland met dezelfde naam.

## Ligging en functies
De stad ligt aan de Balgai Bay, op de noordelijkste punt van het eiland. Vanaf 2000 heeft het een bevolkingsaantal van 10.600. Kavieng is de voornaamste haven voor Nieuw-Ierland, en heeft zowel een handels- als een toeristische bestemming. Diverse duikverenigingen functioneren vanuit de havenstad, als een gebied, dat bekend is voor duiksport, beiden voor natuurlijke locaties in wrakbezoeken en -onderzoek van gezonken oorlogsmateriaal uit de Tweede Wereldoorlog. Er liggen overal vliegtuig- en scheepswrakken op de bodem van de haven van Kavieng, alsook in de nabijheid, in de relatief ondiepe lagunes. De stad heeft een luchthaven, Kavieng Airport, met dagelijkse vluchtverbindingen naar Port Moresby. Het ligt op het einde van de Boluminski Highway, die zich 193 km ver uitstrekt naar Namatanai. De stad Kavieng heeft een administratief centrum, lokale overheden, kantoren, winkels, hotels (namelijk het Kavieng Hotel, befaamd voor zijn Vrijdagse Nacht-Zeevoedsel Buffet, de Malagan Beach Resort Hotel en de Kavieng Club, de voormalige "Colonial Club" in de stad), een ziekenhuis, dat naast algemene geneeskundige verzorging ook kinderverzorging en chirurgische diensten verschaft, en een wekelijkse markt. Daar is ook nog het Oliehoofdbestuur van het land gevestigd. Vanuit Kavieng zijn er vele eilanden van de archipel te zien, met daarbij in de buurt Nieuw-Ierland en Nieuw Hanover, nu Lavongai genoemd, met inbegrip van de eilanden Nusa Lik, Nusa Lawa en Nango, die in de jaren 60 en 70 de locaties van de visconservering en vislevensmiddelen waren.

## Geschiedenis
Het gebied werd voor het eerst gezien, verkend, en in kaart gebracht door Hollandse zeevaarders in 1616, maar het was niet eerder dan 1900, dat de stad gesticht werd door het Duitse koloniale bestuur. Ofschoon sommige van deze eilanden vrij welvarend waren met de bewerking van kopra plantages, deden die het goed.
Kavieng zelf, was toen maar een minimale nederzetting, met maar 80 inwoners. Na de Eerste Wereldoorlog, werd Kavieng een deel van Papoea-Nieuw-Guinea, en kwam het onder Australisch bestuur. Dit resulteerde onder meer in het wegsturen van Duitse missionarissen. De Duitsers verloren al hun eigendommen in de stad. Uiteindelijk verloor Duitsland al zijn koloniën na de Eerste Wereldoorlog.

## Tweede Wereldoorlog
Op 21 januari 1942 kwam Kavieng onder een massaal luchtbombardement door Japanse luchtstrijdkrachten. Diezelfde nacht werd de plaatselijke meerderheid van Australiërs geëvacueerd van Nieuw-Ierland. De Japanners vielen binnen en bezetten de eilanden op 24 januari. In de volgende twee jaren werden alle Europeanen, die verder nog op de eilanden waren, gedeporteerd of omgebracht in kampen, door de Japanners. Schout-bij-nacht Ryukichi Tamura gaf orders tot het doden van alle Europese gevangenen in Kavieng, als er een massale invasie van de geallieerde strijdkrachten zou ondernomen worden. Dit was om een aanval van de geallieerden te weerhouden, maar de Amerikanen vielen Papoea-Nieuw-Guinea toch aan, in maart 1944.
Ten minste 23 personen van hen werden geëxecuteerd in de beruchte 'Kavieng Werfkade-slachting' in maart 1944. De Japanse officieren die deze gruwelen lieten plaatsvinden, werden later door het geallieerde krijgstribunaal zelf veroordeeld voor oorlogsmisdaden, en werden geëxecuteerd.
Bij de inname door de geallieerden van de eilanden (1945), werd Kavieng bijna geheel verwoest door oorlogshandelingen.
Als herdenking aan de Japanse bezetting en de daaropvolgende geallieerde invasie, werd in de stad een bijzonder groot kanon geplaatst boven op een bunker die grenst aan de Harbour Road. Ondanks dat het monument niet officieel geopend is voor het publiek, heeft het toch verscheidene toegangen. Op het positieplateau bij het kanon, heeft men een uitgebreid panoramisch zicht over de haven.